# Saint-Pierreville
Saint-Pierreville é uma comuna francesa na região administrativa de Auvérnia-Ródano-Alpes, no departamento de Ardèche. Estende-se por uma área de 20,56 km². Em 2010 a comuna tinha 538 habitantes (densidade: 26,2 hab./km²).